# Alberto Angela
Alberto Angela (Parigi, 8 aprile 1962) è un paleontologo, divulgatore scientifico, conduttore televisivo, giornalista e scrittore italiano.

## Biografia
Nato a Parigi nel 1962, è figlio del noto divulgatore scientifico Piero Angela (1928-2022) e di sua moglie Margherita Pastore (1934) ed ha una sorella maggiore di nome Christine, nata nel 1958; suo nonno paterno fu il medico e antifascista Carlo Angela (1875-1949). Dopo aver accompagnato, sin da bambino, il padre nei suoi viaggi, aver vissuto in Belgio ed essersi diplomato alla scuola francese di Roma, si iscrisse al corso di Scienze Naturali presso l’università La Sapienza di Roma, laureandosi con 110 e lode e ricevendo un premio per la tesi, pubblicata successivamente. Dopo aver prestato servizio di leva nel Corpo nazionale dei vigili del fuoco del Comando di Torino, continuò gli studi frequentando diversi corsi di specializzazione nelle più rinomate e prestigiose università degli Stati Uniti d'America (Harvard, Columbia University, UCLA), dove approfondisce gli studi di paleontologia e paleoantropologia.

### Attività di ricerca
Per oltre 10 anni svolse attività di scavo e di ricerca sul campo, partecipando a spedizioni internazionali, alla ricerca dei resti fossili di antenati dell'uomo, nell'allora Zaire (odierna Repubblica Democratica del Congo), a Ishango, nel 1983 e nel 1984; in Tanzania (Olduvai e Laetoli) nel 1986, 1987 e 1988; nel Sultanato dell'Oman nel 1989, in Etiopia (valle dell'Awash) e in Mongolia nel deserto del Gobi, alla ricerca di resti di dinosauri e di mammiferi primitivi, nel 1991.
Nel 1986 partecipa alla spedizione e allo scavo presso la Gola di Olduvai, che portò alla scoperta dei resti fossili di un ominide vissuto 1,8 milioni di anni fa (OH62): una forma arcaica del genere Homo, con un'anatomia che suggerirebbe l'abitudine di salire sugli alberi. Nel 1991, quando si trovava in Etiopia, durante una spedizione internazionale alla ricerca di fossili di uomini preistorici, la colonna di fuoristrada di ricercatori nella quale si trovava, cadde in un'imboscata tesa da tribù bellicose (Issa e Boimah) dove lo colse una sparatoria dalla quale uscì illeso.

### Attività di divulgazione scientifica

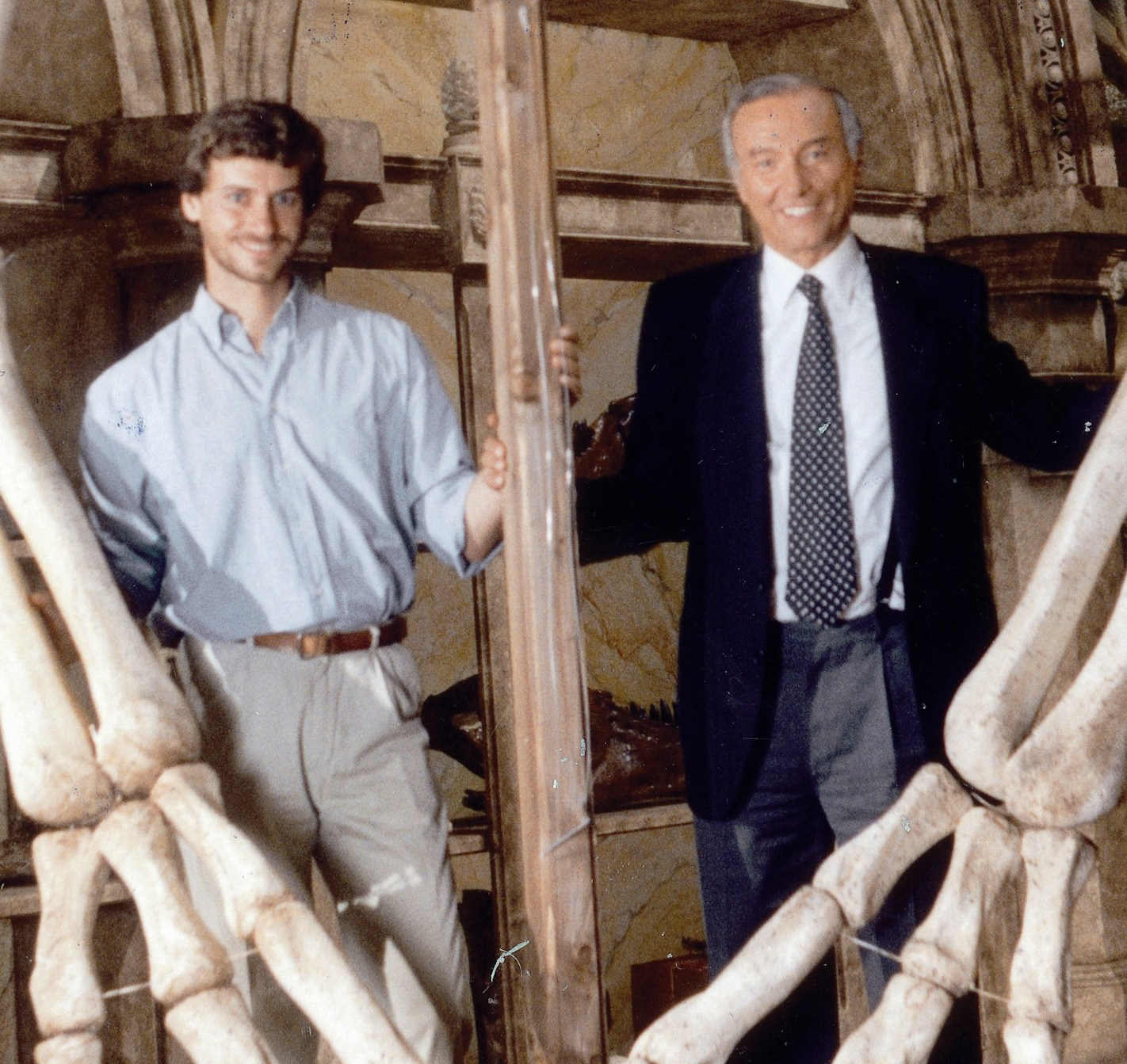
Alberto Angela con il padre Piero nel 1993 sul set della serie Il pianeta dei dinosauri

Alla propria attività di studioso ha fatto seguito la professione per la quale è più noto, quella di divulgatore scientifico, in particolare attraverso la televisione. Ha realizzato in questo settore riprese e servizi in tutti i continenti, su siti archeologici e paleontologici, centri di ricerca, santuari naturalistici e anche su etnie e culture in via di estinzione come Wairuru (Ande Peruviane), Hmong e Dao Rossi (confini Vietnam e Cina), Hazda (Tanzania meridionale), Boscimani (Namibia) e Pigmei (Congo).

#### Televisione
Per quanto abbia seguito le orme del padre nel campo della divulgazione televisiva, gli esordi in tale senso sono stati fortunosi: cominciò a lavorare come conduttore per la Televisione Svizzera Italiana (RTSI) dopo essersi fatto notare per la sua comunicatività in seguito a un'intervista da lui rilasciata. Nel 1990, infatti, per questa emittente ideò, scrisse e condusse in studio il programma Albatros, una serie di 12 puntate di divulgazione scientifica. La serie fu in seguito riproposta in Italia da Telemontecarlo, segnando così il suo esordio italiano.
Nell'ambito dei programmi televisivi, come autore, tuttavia iniziò nel 1989, partecipando alla realizzazione di due documentari per la Rai, nelle savane del Serengeti: Una giornata di 2 milioni di anni fa e Leopardo. Poi concepì e scrisse assieme al padre Il pianeta dei dinosauri, trasmesso da Rai 1 nel 1993, per il quale realizzò tutti i suoi interventi sui siti paleontologici più importanti di vari continenti anche in francese e in inglese, per le vendite all'estero del programma.
È anche uno degli autori dei programmi Superquark (originato da Quark, da una costola del quale è nato anche Quark atlante - Immagini dal pianeta, nel 1997), Quark Speciale e Viaggio nel cosmo per Rai 1; anche in questo caso, per Viaggio nel cosmo, tutti i suoi interventi nei principali siti di ricerca spaziale furono realizzati in inglese e francese per le vendite all'estero. Nel 1997 per Superquark fu il primo con la sua troupe a realizzare un servizio televisivo nella più grande tomba egizia mai scavata, la KV5 della Valle dei Re, subito dopo la scoperta; la tomba, voluta da Ramses II per i suoi figli, è costituita da 130 ambienti fra stanze e corridoi. Nel 1998, sempre per lo stesso programma, durante una permanenza in Antartide per la realizzazione di alcuni servizi televisivi, si trovò assieme alla troupe a filmare a circa 30 gradi sotto lo zero. Ancora prima, per una puntata di Viaggio nel cosmo del 1998 dedicata all'esplorazione spaziale, realizzò un servizio "galleggiando" nell'aria in condizioni di assenza di gravità simulata, viaggiando a bordo di un Airbus A300 utilizzato dagli astronauti europei per addestrarsi (il volo creò ben 30 volte di seguito queste condizioni sorvolando l'Atlantico).
È inoltre l'autore e conduttore del programma Passaggio a Nord Ovest, su Rai 1. Ancora nel 1998 fu il commentatore sul campo della versione italiana della serie di documentari Big Cat Diary dedicata ai grandi felini africani, realizzata in coproduzione tra la Rai e la BBC e girata interamente nella riserva di Masai Mara, in Kenya.
In questo settore ha avuto anche un'esperienza come "voce narrante", quando per il Museo di Storia Naturale di New York prestò la sua voce per la versione italiana di un filmato realizzato con tecnologie di realtà virtuale e dedicato all'esplorazione dell'universo. Per la versione inglese di questo filmato, proiettato quotidianamente nel Museo, prestarono la voce personaggi fra i quali Tom Hanks, Harrison Ford, Jodie Foster e Liam Neeson.
È il conduttore e assieme al padre anche l'autore del suo programma Ulisse - Il piacere della scoperta, in onda dal 2000 su Rai 3, la cui prima edizione vinse il Premio Flaiano per la televisione. Nel 2002, mentre si trovava nel deserto del Sahara ai confini tra l'Algeria e il Niger per realizzare una puntata di Ulisse - Il piacere della scoperta, fu vittima di una rapina.
È curatore e conduttore della serie di documentari di arte Stanotte a..., in onda dal 2015 su Rai 1.
Per la satira televisiva, nel 2001 fu oggetto dell'imitazione da parte di Neri Marcorè nella trasmissione L'ottavo nano. Alberto Angela gradì l'imitazione di Marcorè al punto da aver preso parte ad uno degli sketch del comico.
Per Rai 1 ha realizzato il programma Meraviglie, andato in onda per la prima volta nel gennaio 2018 e riproposto anche negli anni a seguire.
Nel settembre del 2018 invece Ulisse - Il piacere della scoperta, dopo 18 anni di Rai 3, debutta su Rai 1 con quattro nuove puntate che riscuotono un grande successo (la prima e l'ultima fanno 4 milioni di telespettatori circa per il 21% e 22,5% di share).
Nel settembre del 2020 torna Ulisse, in occasione dei 20 anni del programma, con quattro nuove puntate girate a seguito del lockdown. Altre quattro puntate andranno in onda poi tra aprile e maggio 2021 oltre allo speciale del 3 giugno in co-conduzione con il padre dal titolo Un pianeta meraviglioso - Il futuro da salvare.
Inizia il 2023 facendo una comparsa nel primo episodio della serie Sky Call My Agent - Italia. Il 25 maggio 2023 conduce su Rai 1 Piero Angela un viaggio lungo una vita, uno speciale di Ulisse dedicato al padre scomparso il 13 agosto 2022. Il 16 giugno con Luca Zingaretti affianca Milly Carlucci alla conduzione di Arena di Verona - 100 anni in una notte.
Dal 29 giugno seguente conduce sempre su Rai 1 Noos - L'avventura della conoscenza, seguito spirituale della trasmissione Superquark condotta da suo padre.

#### Scritti

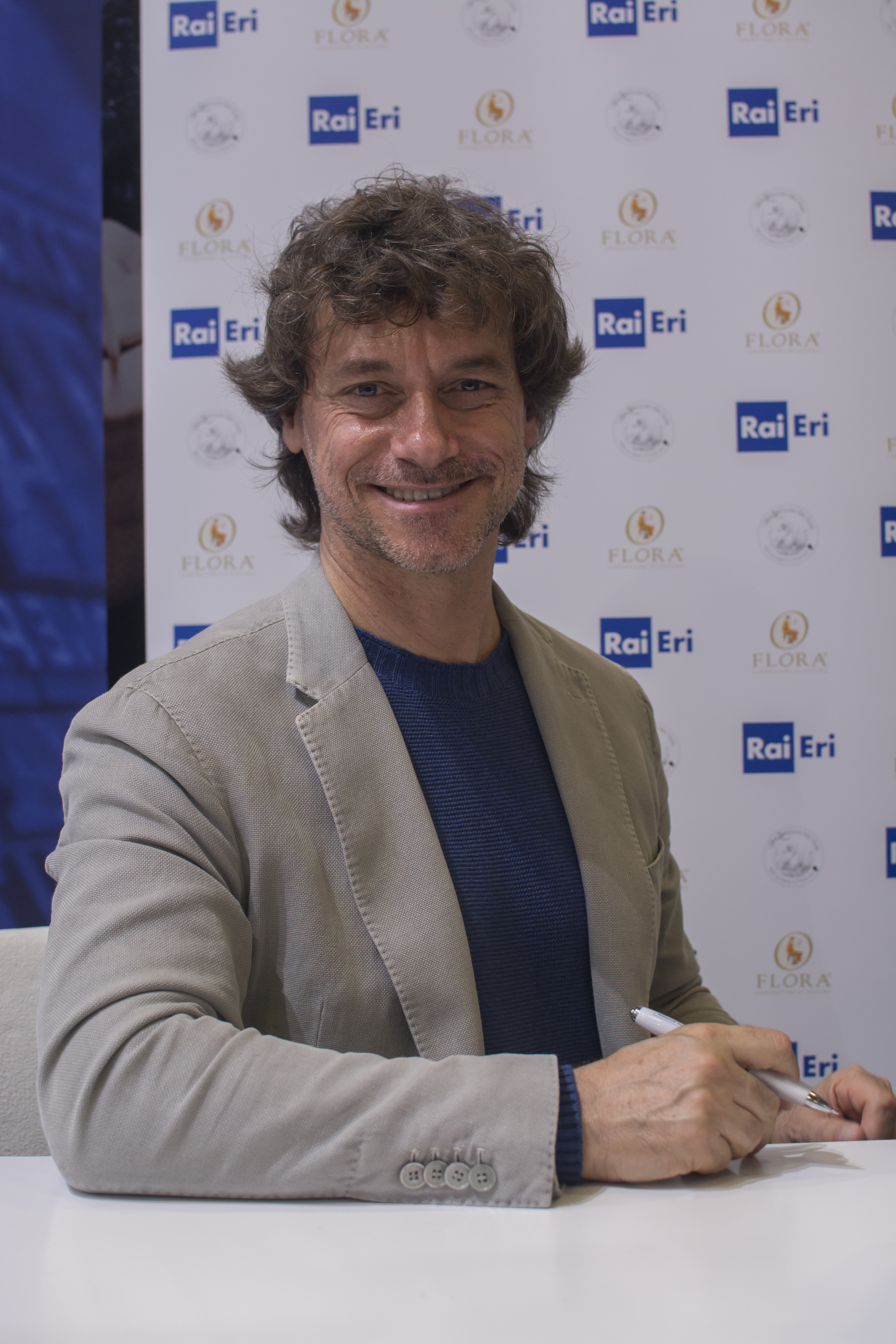
Angela al Salone Internazionale del Libro 2016

Giornalista pubblicista, ha collaborato con vari quotidiani e periodici, tra i quali La Stampa, Airone, Epoca e La Voce di Indro Montanelli.
Nel 1988 pubblicò un saggio sulle nuove tecniche d'interattività nei musei scientifici, intitolato Musei (e mostre) a misura d'uomo. Come comunicare attraverso gli oggetti. Assieme al padre ha scritto vari libri di divulgazione scientifica: La straordinaria storia dell'uomo (Mondadori, 1989), La straordinaria storia della vita sulla Terra (Mondadori, 1992), Il Pianeta dei Dinosauri (Mondadori, 1993), Dentro al Mediterraneo (Mondadori, 1995), La straordinaria storia di una vita che nasce. Nove mesi nel ventre materno (RAI-Eri-Mondadori, 1996), Squali (Mondadori, 1997), Viaggio nel Cosmo (Mondadori, 1998), Mostri marini (Mondadori, 2001). A questi sono seguiti: Una giornata nell'Antica Roma. Vita quotidiana, segreti e curiosità (Mondadori, 2007), Impero (Mondadori, 2010) e Amore e sesso nell'antica Roma (Mondadori, 2012).
Nel novembre del 2015 uscì il libro San Pietro (Rizzoli), incentrato sulla famosa basilica. Sempre lo stesso anno, grazie ai proventi derivati dalla vendita dell'opera I tre giorni di Pompei (Rizzoli, 2014), fu possibile restaurare l'affresco Adone ferito dell'omonima casa pompeiana. Nel 2016 esce, sempre per l'editore Rizzoli, Gli occhi della Gioconda. Il genio di Leonardo raccontato da Monna Lisa dove, come suggerisce il titolo, il divulgatore racconta la vita di Leonardo e le sue principali opere adottando un punto di vista insolito e originale: i dettagli del celebre dipinto divengono così il pretesto per svelare e raccontare non solo il modus operandi del genio rinascimentale, ma anche i luoghi più significativi in cui il maestro si trovò a operare. 
Nel 2020 esce invece L'ultimo giorno di Roma, primo libro di una trilogia riguardante l'incendio di Roma del 64 d.C.. Nell'aprile del 2021 esce il secondo volume della trilogia, L'inferno su Roma, mentre nel dicembre del 2022 il terzo e ultimo capitolo, Nerone. La rinascita di Roma e il tramonto di un imperatore.

## Vita privata
È sposato con Monica dal 1993 e ha tre figli: Riccardo, nato nel 1998; Edoardo, avuto nel 1999; e Alessandro, nato nel 2004. Parla correntemente italiano, inglese e francese.

## Riconoscimenti
- Dottorato honoris causa in Scienze della Terra da parte dell'Università degli Studi di Roma "La Sapienza"  (Roma, 5 dicembre 2024).[26]
- È membro dell'Istituto Italiano di Paleontologia Umana, a Roma, e del Centro Studi e Ricerche Ligabue di Venezia.
- Nel 2008 ha vinto il "Premio Cimitile" con Una giornata nell'antica Roma (Mondadori), miglior opera di saggistica.
- La sua trasmissione Ulisse - Il piacere della scoperta ha vinto, oltre al "Premio Flaiano", anche il "Guidarello d'oro" e il "Premio Fregene".
- Il 24 settembre 2009 ha partecipato alla cerimonia di inaugurazione dell'anno scolastico Tutti a scuola 2009 al Quirinale. L'8 luglio 2010 è stato nominato accademico onorario dell'Accademia Internazionale di Scienze e Tecniche Subacquee, in virtù della sua esperienza nell'immersione subacquea, sport che pratica assiduamente insieme al nuoto e allo sci.[27]
- Gli è stato dedicato un asteroide, 80652 Albertoangela.[28] Gli è stata inoltre dedicata anche una rarissima specie marina Prunum albertoangelai dei mari della Colombia.
- Per la sua attività di divulgazione della Storia ha ricevuto il prestigioso premio internazionale "Portico d'oro-Jacques Le Goff".[29]
- Il 26 settembre 2011 è stato nominato nuovo “Goodwill Ambassador” di UNICEF Italia.
- Nel 2016 gli è stato dedicato insieme al padre Piero Angela un nuovo ibrido di orchidea spontanea scoperto a Collepasso (LE) e chiamato Ophrys ×angelarum Gennaio, Medagli, Gargiulo & Chetta, 2016, ibrido tra Ophrys bertolonii subsp. bertolonii Moretti ed Ophrys tardans O. Danesch & E. Danesch. GIROS Notizie 59 (2016: 2) pag. 334-338
- Nel 2017 gli è stato attribuito alla Camera dei deputati il Premio America della Fondazione Italia USA.
- Il 15 maggio 2018, a seguito di una grossa mobilitazione partita via web nel 2015, gli è stata conferita la cittadinanza onoraria del comune di Napoli.[30][31] Stessa onorificenza gli è stata offerta, il 9 ottobre 2018, dal comune di Pompei.[32]
- Il 26 luglio 2019 gli è stata conferita la cittadinanza onoraria dal comune di Aquileia.
- Ha vinto l'edizione del Premiolino 2017 per il programma Stanotte a San Pietro – Viaggio tra le meraviglie del Vaticano.[33]

## Televisione
- Una giornata di 2 milioni di anni fa (Rai, 1989)
- Leopardo (Rai, 1989)
- Albatros (RSI, TMC, 1990)
- Il pianeta dei dinosauri (Rai 1, 1993)
- L'uomo che venne dalla Preistoria (Rai 1, 1994)
- Quark Estate (Rai 1, 1995)
- Superquark (Rai 1, 1995-2022)
- Speciale Superquark (Rai 1, 1997-2015)
- Domenica in (Rai 1, 1997-1998)
- Viaggio nel cosmo (Rai 1, 1997)
- Passaggio a Nord Ovest  (Rai 1, dal 1997)
- Big Cat Diary (Rai, BBC, 1998)
- Ulisse - Il piacere della scoperta (Rai 3, 2000-2018; Rai 1, dal 2018)
- Stanotte a... (Rai 1, dal 2015)
- Meraviglie (Rai 1, 2018-2024)
- Arena di Verona - 100 anni in una notte (Rai 1, 2023)
- Noos - L'avventura della conoscenza (Rai 1, dal 2023)
- Noos - Viaggi nella natura (Rai 1, dal 2023)
- La grande opera italiana - Patrimonio dell'umanità (Rai 1, 2024)[36]

## Videografia
- Universo, 26 VHS, Novara, De Agostini, (1996-1997)
- Squali un mistero da capire, Milano. A. Mondadori Newmedia, (1998)
- Il meraviglioso mondo del mare, Milano, A. Mondadori Newmedia, Fabio Ratti Editoria Libraria e Multimediale, (1997)

(questi ultimi sono due CD Rom realizzati assieme a Piero Angela e Alberto Luca Recchi)
- La grande Storia dell'Uomo, 27 DVD, Roma-Milano, RaiTrade-RCS, (2008)
- Alla scoperta del Vaticano con Alberto Angela, 6 DVD, la Repubblica/l'Espresso-Rai Eri-Rai Com-OC-CTV, (2014)
- Alla scoperta dei Musei Vaticani con Alberto Angela, 6 DVD, la Repubblica/l'Espresso-Rai Com-OC-CTV, (2015)
- Alla scoperta del Rinascimento a Firenze con Alberto Angela, 5 DVD, la Repubblica/l'Espresso, (2016)
- Divina bellezza. Alla scoperta dell'arte sacra in Italia con Alberto Angela, 10 DVD, la Repubblica/l'Espresso-Rai Com-GEDI Gruppo Editoriale-OC-CTV, (2017)
- Stanotte a... con Alberto Angela 5 DVD la Repubblica/l'Espresso-Rai Com, (2018)
- Viaggio senza ritorno 1 DVD la Repubblica/l'Espresso-Rai Com, (2019)
- Meraviglie. Un viaggio in Italia con Alberto Angela, 12 DVD, la Repubblica/l'Espresso-Rai Com-GEDI Gruppo Editoriale, (2020)
- Stanotte a... con Alberto Angela 7 DVD la Repubblica/l'Espresso-Rai Com, (2022)

## Doppiaggio
- Narratore in Minions

## Opere
- Musei (e mostre) a misura d'uomo. Come comunicare attraverso gli oggetti, Roma, Armando, 1988.
- con Piero Angela, La straordinaria storia dell'uomo. Indizio per indizio un'investigazione sulle nostre origini, Milano, A. Mondadori, 1989, ISBN 88-04-33188-7.
- con Piero Angela, La straordinaria storia della vita sulla Terra. Diario di un viaggio lungo quattro miliardi di anni, Milano, A. Mondadori, 1992, ISBN 88-04-35271-X.
- con Piero Angela, Il pianeta dei dinosauri. Quando i grandi rettili dominavano il mondo, Milano, A. Mondadori, 1993, ISBN 88-04-37682-1
- con Piero Angela e Alberto Luca Recchi, Dentro il Mediterraneo, Milano, A. Mondadori, 1995, ISBN 88-04-39369-6.
- con Piero Angela, La straordinaria avventura di una vita che nasce. Nove mesi nel ventre materno, Roma-Milano, Rai Eri - A. Mondadori, 1996, ISBN 88-04-40505-8.
- con Piero Angela e Alberto Luca Recchi, Squali, Milano, A. Mondadori, 1997, ISBN 88-04-42907-0.
- con Piero Angela, Viaggio nel cosmo. Alla scoperta dei misteri dell'Universo, Roma-Milano, Rai Eri - A. Mondadori, 1997, ISBN 88-04-40178-8.
- con Piero Angela e Giuseppe Pederiali, Il paesaggio che verrà, Modena, F. C. Panini, 2000, ISBN 88-8290-207-2.
- con Piero Angela e Alberto Luca Recchi, Mostri marini, Milano, A. Mondadori, 2001, ISBN 88-04-48105-6.
- Una giornata nell'antica Roma. Vita quotidiana, segreti e curiosità, Roma-Milano, Rai Eri - A. Mondadori, 2007, ISBN 978-88-04-56013-5.
- Impero. Viaggio nell'Impero di Roma seguendo una moneta, Milano, A. Mondadori, 2010, ISBN 978-88-04-59239-6.
- Amore e sesso nell'antica Roma, Roma-Milano, Rai Eri - A. Mondadori, 2012, ISBN 978-88-04-61392-3.
- Viaggio nella Cappella Sistina. Alla scoperta del più grande tesoro artistico di tutti i tempi, Milano-Città del Vaticano, Rizzoli-Musei Vaticani, 2013, ISBN 978-88-17-07011-9.
- Alberto Angela racconta i Bronzi di Riace. L'avventura di due eroi restituiti dal mare, con fotografie di Alberto Angela, Milano, Rizzoli, 2014, ISBN 978-88-17-07554-1; Collana Varia, Milano, BUR, 2022, ISBN 978-88-171-7828-0.
- I tre giorni di Pompei: 23-25 ottobre 79 d.C. Ora per ora, la più grande tragedia dell'antichità, Milano-Roma, Rizzoli - Rai Eri, 2014, ISBN 978-88-17-07730-9.
- San Pietro. Segreti e meraviglie in un racconto lungo duemila anni, Milano, Rizzoli, 2015, ISBN 978-88-17-08423-9.
- Gli occhi della Gioconda. Il genio di Leonardo raccontato da Monna Lisa, Milano, Rizzoli, 2016, ISBN 978-88-17-09078-0.
- Cleopatra. La regina che sfidò Roma e conquistò l'eternità, Milano, HarperCollins Italia, 2018, ISBN 978-88-6905-392-4.
- Meraviglie. Alla scoperta della penisola dei tesori, Rai Libri, 2019, ISBN 978-88-3971-769-6.
- L'ultimo giorno di Roma. Viaggio nella città di Nerone poco prima del grande incendio (La trilogia di Nerone, Libro I), HarperCollins Italia, 2020, ISBN 978-88-6905-656-7.
- L'inferno su Roma. Il grande incendio che distrusse la città di Nerone (La trilogia di Nerone, Libro II), HarperCollins Italia, 2021, ISBN 978-88-6905-933-9.
- Nerone. La rinascita di Roma e il tramonto di un imperatore (La trilogia di Nerone, Libro III), HarperCollins Italia, 2022, ISBN 978-8869059384.

### Libri in edicola
- Viaggio nella storia, 50 volumi, Roma-Milano, RaiCom-Centauria, 2016.
- Come eravamo. Il romanzo degli italiani dalle origini all'Unità d'Italia, 20 volumi, Rai Libri-La Repubblica, 2019.
- Genio. La grande storia delle scoperte che hanno cambiato la nostra vita, 16 volumi, Rai Libri-La Repubblica, 2022.